# (34828) 2001 SO168
2001 SO168 (asteroide 34828) é um asteroide da cintura principal. Possui uma excentricidade de 0.13462620 e uma inclinação de 4.92817º.
Este asteroide foi descoberto no dia 19 de setembro de 2001 por LINEAR em Socorro.